# Philippe Manigart
Philippe Manigart, nizozemski sociolog in obramboslovec, * 1953. 
Manigart, ki raziskuje in deluje na področju organizacijske sociologije (na poudarku vojaških organizacij), analizi anket in raziskovanju trga, od leta 1986 predava na Kraljevi vojaški akademiji v Bruslju in od leta 1997 na Fakulteti za ekonomijo in menedžment v Monsu.
Ena nejgovih mentorirank je bila tudi slovenska obramboslovka in nekdanja Ministrica za obrambo Republike Slovenije Ljubica Jelušič.